# 卡羅利納 (波多黎各)
18°22′48″N 65°57′36″W / 18.38000°N 65.96000°W
卡羅利納 （英語），綽號巨人之地 （Tierra de Gigantes），是美國屬土波多黎各的一個自治市，位於波多黎各島東北部沿海、聖胡安以東。面積156.29平方公里。2000年人口186,076人，是該島第四大城市。下分卡羅利納市和12區。
1816年建立，時稱下特魯希略 （Trujillo Bajo，與上特魯希略相對，源自西班牙的特魯希略），1857年改以西班牙王查理二世稱為San Fernando de la Carolina，後又縮寫成今名。